# Sanaṭrūq II.
Sanaṭrūq II., Sohn des Abdsamiya war der letzte Herrscher von Hatra, der von etwa 200 bis 240 n. Chr. regierte. Er ist von verschiedenen Inschriften bekannt. Mehrere von ihnen sind datiert, wobei die Lesung der Jahreszahlen teilweise Schwierigkeiten bereitet. Eine Bauinschrift nennt wohl das Jahr 207/208 n. Chr. Die Inschrift auf einer Statue nennt das Jahr 229/230, 230/231 oder 239/240 n. Chr.
Von Sanaṭrūq und seiner Frau Abbu sind verschiedene Statuen erhalten. Von dem König ist auch eine Tochter namens Duspari und deren Tochter Samay bekannt. Zwei Söhne sind belegt. Adbsamiya war wahrscheinlich Thronerbe und ist nach seinem Großvater benannt worden. Mana wird im Zusammenhang mit Arabien von Wal genannt, das er unter Kontrolle gehabt haben soll. Dabei handelt es sich um ein Gebiet bei Edessa, das eventuell Sanaṭrūq unterworfen hatte.
Wohl wegen der Bedrohung seines Stadtstaates durch die Sassaniden unterwarf er sich den Römern. Um 226/27 n. Chr. wurde es von Ardaschir I. zunächst erfolglos angegriffen. Hatra wurde zu einem Klientelstaat und nahm eine römische Garnison auf. Er unterlag aber schließlich den Sassaniden um 240 n. Chr.
Sanaṭrūq erscheint auch als Daizan und Satirun, der von den Persern geschlagen wurde, in arabischen Quellen, sowie als Sanațrū und Sanațrūq in syrischen Werken. In diesen Quellen wird auch seine Tochter Nadira genannt, die die Stadt bei der Belagerung der Sassaniden verraten haben soll.